# Sounds Good Feels Good
Sounds Good Feels Good é o segundo álbum de estúdio da banda australiana de Pop punk 5 Seconds of Summer. O álbum foi lançando mundialmente no dia 23 de outubro de 2015 pela Capitol Records. O álbum contém os singles "She's Kinda Hot", "Hey Everybody!" e "Jet Black Heart".

## Antecedentes e lançamento
Seguindo o lançamento de seu primeiro álbum de estúdio, 5 Seconds of Summer, e seu álbum ao vivo, LIVESOS, em 2014, eles deram um intervalo para os feriados. Eles voaram para Los Angeles no ínicio de 2015 para começarem a escrever e gravar para o que estava para ser seu segundo álbum de estúdio. Em sua turnê, que começou em maio de 2015, eles começaram a cantar uma nova música chamada "Permanent Vacation". Em 12 de agosto de 2015, eles anunciaram o título e a capa do novo álbum, começando a pré-venda a partir do dia 14 de agosto em cada fuso horário. Cada pré-venda teve download imediato das canções "She's Kinda Hot", "Fly Away", "Jet Black Heart", "Money" e "Hey Everybody!". Muitas músicas tocam em temas severos, como depressão, que muitos fãs lidam com isso.

## Desenvolvimento
Em 2015, 5 Seconds of Summer anunciou a sequência da turnê Rock Out With Your Socks Out Tour, intitulado Sounds Live Feels Live, começando em 2016.

### Singles
O primeiro single do álbum, "She's Kinda Hot", foi lançado em 17 de agosto de 2015, e um videoclipe em agosto. O segundo single, "Hey Everybody!", foi lançado mundialmente em 9 de outubro de 2015, com a banda apresentando-o no Alan Carr: Chatty Man e no TFI Friday. Em 16 de novembro de 2015, foi anunciado pela banda que "Jet Black Heart" seria o terceiro single do álbum. O videoclipe de "Jet Black Heart", contendo fãs que contaram suas histórias para conseguirem participar do vídeo, foi lançando dia 17 de dezembro de 2015.

### Outras canções
"Fly Away" esteve disponível para download quando o álbum ficou disponível para a pré-venda em 13 de agosto de 2015. "Money" ficou disponível para download em 17 de setembro de 2015.

## Análise da crítica
| Críticas profissionais | Críticas profissionais |
| Avaliações da crítica  | Avaliações da crítica  |
| Fonte                  | Avaliação              |
| ---------------------- | ---------------------- |
| AllMusic               | [ 10 ]                 |
| Alternative Press      | [ 11 ]                 |
| Rock Sound             | 8/10                   |
| The A.V. Club          | B-                     |
| Kerrang!               | 4/5                    |

O álbum foi geralmente elogiado pela sua maturidade comparado com o álbum de estreia da banda, mas criticado pela falta de coesão e temas clichês. No Metacritic, que atribui uma classificação de 100 a opiniões de críticos convencionais. O álbum ganhou uma média de 67, baseado em 11 avaliações, indicando "avaliações favoráveis". Premiando o álbum com quatro estrelas pela Alternative Press, Maria Sherman declara: "a banda tem uma grande responsabilidade para com o consumidor... é uma tentativa de 5SOS encontrar uma comunidade em seu novo som e aqueles que apoiam, um conceito que vive tanto na gravação quanto fora disso. É um sentimento forte: siga-os e talvez encontre algo para se relacionar. Isso é uma coisa forte." O pessoal da Rock Sound publicou uma análise do álbum na edição de outubro de 2015 de sua revista dando para o álbum uma classificação oito de dez, onde escreveram, "encontramos no segundo álbum os quatro homens firmando suas identidades e se tornando sua própria banda" e fechando com observações: parece bom e soa muito melhor". Kerrang! premiou o álbum com uma nota 4/5, comentando: "Sounds Good Feels Good não vai mudar o mundo, mas pode mudar sua mente".
O álbum foi incluído no top 50 da Rock Sound de lançamentos de 2015, conseguindo a 31ª colocação.

## Desempenho comercial
O álbum debutou na primeira colocação de vendas de álbuns na Austrália, com 16.150 vendas, superando o álbum First Comes the Night, do juiz da edição australiana do reality show The X Factor, com 10.000 cópias. Nos Estados Unidos, o álbum debutou na primeira colocação na Billboard 200 com o equivalente de 192.000 cópias (179.000 vendas do álbum puro). 5 Seconds of Summer se tornou a primeira banda a alcançar o número um desta parada com seu dois primeiros álbuns de estúdio. Sounds Good Feels Good é seu primeiro álbum que alcançou o número um na UK Singles Chart, superando seus rivais mais próximos. Sounds Good Feels Good também debutou no primeiro lugar em outros países, como Irlanda e Noruega.

## Lista de faixas
| Sounds Good Feels Good |                        |                                                             |                                         |         |  |
| N.º                    | Título                 | Compositor(es)                                              | Produtor(es)                            | Duração |  |
| 1.                     | "Money"                | Ashton Irwin Luke Hemmings John Feldmann                    | John Feldmann                           | 2:54    |  |
| 2.                     | "She's Kinda Hot"      | Irwin Michael Clifford Feldmann                             | Feldmann                                | 3:36    |  |
| 3.                     | "Hey Everybody!"       | Calum Hood John Taylor Andy Taylor Roger Taylor Nick Rhodes | The Monsters and the Strangerz Feldmann | 3:16    |  |
| 4.                     | "Permanent Vacation"   | Hemmings Clifford B. Madden J. Madden                       | Mike Green                              | 3:25    |  |
| 5.                     | "Jet Black Heart"      | Clifford Hood David Hodges Jon Green                        | David Hodges                            | 3:41    |  |
| 6.                     | "Catch Fire"           | Hemmings Clifford Green Alex Gaskarth                       | Green                                   | 3:27    |  |
| 7.                     | "Waste the Night"      | Irwin Hood Hemmings Clifford Feldmann                       | Feldmann                                | 4:26    |  |
| 8.                     | "Vapor"                | Irwin Hood Hemmings Clifford Feldmann                       | Feldmann                                | 2:59    |  |
| 9.                     | "Castaway"             | Hood Hemmings Sean Maxwell Douglas                          | The Monsters and the Strangerz Feldmann | 3:34    |  |
| 10.                    | "Fly Away"             | Hood Hemmings Feldmann                                      | Feldmann                                | 3:32    |  |
| 11.                    | "Invisible"            | Irwin Hood Hemmings Clifford Feldmann Roy Stride            | Feldmann                                | 3:32    |  |
| 12.                    | "Airplanes"            | Clifford Feldmann                                           | Feldmann                                | 3:38    |  |
| 13.                    | "San Francisco"        | Hood Clifford Sarah Hudson                                  | Feldmann                                | 4:19    |  |
| 14.                    | "Outer Space/Carry On" | Irwin Hood Hemmings Clifford Feldmann                       | Feldmann                                | 6:38    |  |
| Duração total:         | Duração total:         | Duração total:                                              | Duração total:                          | 57:57   |  |

| Sounds Good Feels Good – edição deluxe |                           |                                                     |                |         |  |
| N.º                                    | Título                    | Compositor(es)                                      | Produtor(es)   | Duração |  |
| 7.                                     | "Safety Pin"              | Hemmings Clifford Hood Irwin Feldmann Emily Warren  | Feldmann       | 3:29    |  |
| 8.                                     | "Waste the Night"         |                                                     |                | 4:26    |  |
| 9.                                     | "Vapor"                   |                                                     |                | 2:59    |  |
| 10.                                    | "Castaway"                |                                                     |                | 3:34    |  |
| 11.                                    | "The Girl Who Cried Wolf" | Irwin Hood Hemmings Clifford Feldmann               | Feldmann       | 4:22    |  |
| 12.                                    | "Broken Home"             | Hood Clifford Hemmings Feldmann B. Madden J. Madden | Feldmann       | 3:40    |  |
| 13.                                    | "Fly Away"                |                                                     |                | 3:32    |  |
| 14.                                    | "Invisible"               |                                                     |                | 3:32    |  |
| 15.                                    | "Airplanes"               |                                                     |                | 3:38    |  |
| 16.                                    | "San Francisco"           |                                                     |                | 4:19    |  |
| 17.                                    | "Outer Space/Carry On"    |                                                     |                | 6:38    |  |
| Duração total:                         | Duração total:            | Duração total:                                      | Duração total: | 64:28   |  |

| Sounds Good Feels Good – faixas bônus da edição das lojas Target |                                             |                                    |                |         |  |
| N.º                                                              | Título                                      | Compositor(es)                     | Produtor(es)   | Duração |  |
| 18.                                                              | "The Space Between A Rock And A Hard Place" | Hood Clifford Michael Joseph Green |                | 3:23    |  |
| 19.                                                              | "Story of Another Us"                       | Hemmings Josh Ramsay               |                | 3:56    |  |
| Duração total:                                                   | Duração total:                              | Duração total:                     | Duração total: | 71:47   |  |

| Sounds Good Feels Good – faixas bônus da edição do Japão |                   |                                      |                |         |  |
| N.º                                                      | Título            | Compositor(es)                       | Produtor(es)   | Duração |  |
| 18.                                                      | "Lost in Reality" | Clifford Hood Whibley Green          |                | 3:30    |  |
| 19.                                                      | "Over and Out"    | Clifford Hood Whibley Green Gaskarth |                | 2:58    |  |
| Duração total:                                           | Duração total:    | Duração total:                       | Duração total: | 70:56   |  |

Notas
- Créditos adaptados do encarte.
- "Hey Everybody!" contém elementos do single do ano de 1982, "Hungry Like the Wolf", da banda Duran Duran.
- "San Francisco" contém vozes adicionais de Bonnie McKee e Sarah Hudson.

### Formatos
Pacotes de edições limitadas do álbum estão disponíveis na loja oficial da banda, que cada um contêm uma variedade de itens relacionados com ao álbum:
- CD edição padrão (14 faixas)
- CD edição deluxe (17 faixas)
- CD edição deluxe + camiseta "Safety Pin"
- CD edição deluxe + pôster
- Disco de vinil 12" (14 faixas)
- Disco de vinil 12" + camiseta "Safety Pin"
- Disco de vinil 12" + pôster
- Pacote de edição limitada: CD edição deluxe, camiseta "Safety Pin", moletom com capuz, gorro "Safety Pin", pacote "New Broken Scene" e pulseira "Sounds Good Feels Good"
- Box edição deluxe de fã, contendo CD edição deluxe, gorro "Safety Pin", pulseira "Sounds Good Feels Good" e uma estampa da banda[22]